# Victoria Tower Gardens

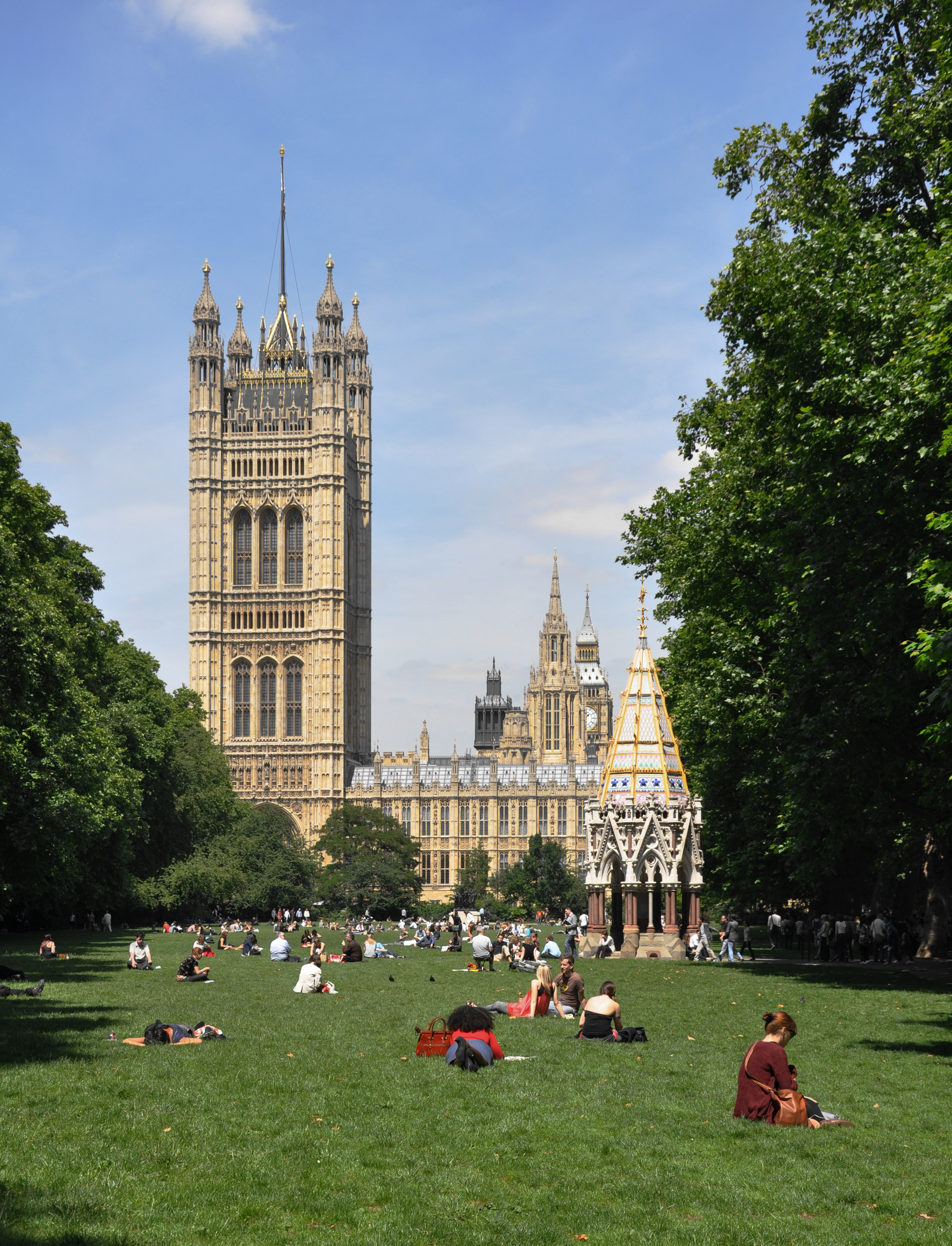
Victoria Tower Gardens, 2012, med Buxton Memorial Fountain främst och Palace of Westminster i bakgrunden

Victoria Tower Gardens är en allmän park i centrala London, intill floden Themsen och Palace of Westminster. Parken anlades på 1870-talet av ingenjören Joseph Bazalgette i samband med en utbyggnad av avloppssystemet och utökades omkring år 1900.
I parken finns ett flertal skulpturer och minnesmärken bland andra:
- En avgjutning av Auguste Rodins staty Borgarna i Calais som inköptes av brittiska regeringen år 1911 och placerades i parken och avtäcktes den 19 juli 1915. Inskriptionen på sockeln utformades av skulptören Eric Gill.

- Buxton Memorial Fountain, en dricksvattenfontän och ett minnesmärke över slaveriets afskaffande inom det Brittiska imperiet år 1834.[2] Den var ursprungligen placerad på Parliament Square, men togs bort under en ombyggnad år 1949. Först 1957 flyttades den till sin nuvarande plats i Victoria Tower Gardens.[3]